# Claudia Wessel
Claudia Wessel (* 9. November 1958) ist eine deutsche Schriftstellerin und Journalistin.

## Leben und Werk
Claudia Wessel wuchs im hessischen Landkreis Marburg-Biedenkopf auf. Nach dem Abitur studierte sie Amerikanistik und Medienwissenschaft in Marburg, Gießen und Williamsburg (Virginia). Ihr Studium schloss sie mit dem Magister Artium ab. Sie lebt seit 1988 in München und hat drei erwachsene Kinder.
2004 erschien ihr Erzählband Zu dritt, in dem sie Sexualität drastisch thematisiert. Auch in dem Roman Affäre (2005) und dem Erzählband Mein fremder Körper (2007) spielt der Kampf der Geschlechter, der sich vor allem in der Sexualität manifestiert, die Hauptrolle.

## Publikationen
- Zu dritt. Erzählungen, Konkursbuch-Verl. Gehrke, Tübingen 2004, ISBN 3-88769-703-0.
- Affäre. Roman, Konkursbuch-Verl. Gehrke, Tübingen 2005, ISBN 3-497-00524-X.
- Mein fremder Körper. Erzählungen, Konkursbuch-Verl. Gehrke, Tübingen 2007, ISBN 3-88769-356-6.
- Wiesn-Liebe (Hg.), Anthologie mit Liebesgeschichten rund ums Oktoberfest, Konkursbuch-Verl. Gehrke, Tübingen 2010, ISBN 978-3-88769-750-1.
- Die Bombe, Roman, Konkursbuch-Verlag Tübingen, Juli 2015, ISBN 978-3887698386